# میهوکو هوزومی
میهوکو هوزومی (انگلیسی: Mihoko Hozumi؛ زادهٔ ۱۲ آوریل ۱۹۵۳) بازیکن هندبال اهل ژاپن بود.